# Synodontis sorex
Synodontis sorex là tên của một loài cá da trơn bơi lộn ngược và là loài có phạm vi phân bố rộng khắp phía bắc châu Phi. Vào năm 1864, nhà động vật học người Đức Albert Günther đã mô tả loài cá này dựa trên mẫu vật thu thập được ở sông Nin, gần Khartoum, Sudan. Tên loài sorex đến từ một từ Latin mang nghĩa là "chuột chù". Ý chỉ cái miệng nhọn với răng dài và ít.

## Mô tả
Tương tự như nhiều loài trong chi Synodontis, S. geledensis xương đỉnh đầu của chúng kéo dài ra phía sau đến tia vây đầu tiên của vây lưng thì dừng lại. Hai bên đầu chúng mọc ra hai cái xương hẹp, cứng, nhám, chiều dài thì hơn chiều rộng một chút, đỉnh thì cùn. Nhờ bộ phận này mà các nhà nghiên cứu có thể nhận dạng được loài cá này.
Chúng có 3 cặp râu. Một cặp ở hàm trên thì dài, không phân nhánh, có thể có màng ở nối với cơ thể ở gốc, khi mở rộng thì có chiều dài khoảng từ 2⁄5 đến 1⁄2 chiều dài của đầu. Còn hai cặp ở dưới thì có độ dài không bằng nhau. Cặp ngoài cùng thì dài hơn cặp trong cùng gấp 1+1⁄2 đến hai lần và cả hai đều phân nhánh.
Tia vây đầu tiên của vây lưng và vây ngực thì cứng và có đỉnh nhọn. Ở phần lưng thì hơi cong, ngắn hoặc dài hơn chiều dài của đầu một chút, thẳng hoặc hơi cong, hai bên đều có răng cưa. Còn ở phần ngực thì ngắn hơn vây lưng, mặt ngoài thì mềm, mặt trong thì có răng cưa. Vây hậu môn thì có 4 tia vây không nhánh và 8 tia vây phân nhánh, đỉnh thì nhọn. Vây đuôi thì chia ra làm 2 rất rõ ràng, thùy trên thì dài hơn thùy dưới và thường bị kéo dài ra.
Ở hàm trên thì răng của chúng có hình cái đục, còn ở hàm dưới thì có hình chữ S (hay hình cái móc). Số lượng răng ở hàm dưới thường được dùng để phân biệt các loài, ở Synodontis caudovittatus thì hàm dưới có 6 đến tám cái răng.
Cơ thể của loài cá này có màu xám ở trên lưng và hai bên, màu trắng ở bên dưới. Vây thì có màu trắng, gần gốc vây lưng thì có một vết màu khá rõ ràng, và ở mỗi thì đuôi thì đều có một đường màu tối. Râu thì có màu trắng
Chiều dài của chúng khi trưởng thành có thể lên đến 36 cm (14 in). Nhìn chung thì cá thể giống cái thì to hơn giống đực dù cùng lứa tuổi với nhau.

## Môi trường sống và tập tính
Trong tự nhiên, loài cá này có này có khu vực sinh sống khá rộng lớn, từ Senegal đến Ethiopia. Chúng bị đánh bắt với mục đích tiêu thụ của con người.
Hành vi sinh sản của các loài trong chi Synodontis hầu như vẫn chưa rõ, ngoại trừ việc đếm được số lượng trứng từ việc đánh bắt được các cá thể cái. Mùa sinh sản thì có lẽ diễn ra vào mùa lũ từ tháng 7 đến tháng 10, rồi chúng bắt cặp và bơi cùng nhau đến hết mùa sinh sản. Tốc độ phát triển của chúng tăng nhanh vào năm đầu tiên rồi giảm dần theo từng năm.